# 明月堂書店
株式会社明月堂書店（めいげつどうしょてん）は、日本の出版社。

## 沿革
末井昭の養子で青林工藝舎に勤務していた末井幸作によって創業。2009年（平成21年）3月、イプシロン出版企画から商号を変更した。

## 特徴
たけもとのぶひろ、東陽片岡、仲正昌樹らを主要執筆者とする月刊極北を自社サイトでウェブマガジンとして展開している。

### 書籍
- 上杉清文 著、福神研究所 編『Fukujin』 第17号、2014年8月。ISBN 9784903145495。
- マグヌス・ヒルシュフェルト 著、高山洋吉 訳『戦争と性』2014年6月。ISBN 9784903145488。
- 宮台真司『宮台真司interviews』2013年5月。ISBN 9784903145440。
- 上山春平『憲法第九条　大東亜戦争の遺産―元特攻隊員が託した戦後日本への願い』2013年12月。ISBN 9784903145471。
- 仲正昌樹『〈ネ申〉の民主主義―ネット世界の「集合痴」について』2013年8月。ISBN 9784903145464。